# San Andrés Azumiatla
San Andrés Azumiatla es una localidad mexicana ubicada en el estado de Puebla, dentro del municipio de Puebla. Se encuentra a 16.7 km de la capital estatal, Puebla de Zaragoza.

## Geografía
San Andrés Azumiatla se localiza en el suroeste del municipio de Puebla, cercana al límite con el municipio de Ocoyucan. Se encuentra a una altura media de 2142 m s. n. m. y cubre un área de 4 km².

## Demografía
De acuerdo con el censo realizado en 2020 por el Instituto Nacional de Estadística y Geografía, en San Andrés Azumiatla había un total de 11 692 habitantes, de los que 5882 eran hombres y 5810, mujeres.
En dicho censo se registraron 3134 viviendas, de las que 2824 se encontraban habitadas. El promedio de ocupantes por vivienda particular habitada era de 4.14, mientras que por habitación era de 1.49 personas.
| Gráfica de evolución demográfica de San Andrés Azumiatla entre 1900 y 2020 |
|                                                                            |
| Fuente: Instituto Nacional de Estadística y Geografía.                     |